# Трава у дома
«Трава у дома» — пісня Володимира Мигули на вірші Анатолія Поперечного. Найбільшу популярність отримала у виконанні групи «Земляне». Пісня стала лауреатом XIII Всесоюзного телевізійного фестивалю радянської пісні «Пісня-83».

У 2009 році рішенням «Роскосмосу» пісні був привласнений офіційний суспільний статус «Гімн російської космонавтики». Сертифікат, що свідчить про присвоєння пісні статусу гімну, був вручений солістові групи «Земляне» Сергію Скачкову. Документ підписав керівник Центру підготовки космонавтів імені Гагаріна, Герой Радянського Союзу і Російської Федерації Сергій Крикальов.

## Історія створення
Первісний вірш, який пізніше було перероблено під лірику пісні, мав ту ж назву — «Трава у дома», і був написано про тугу за батьківським домом, зокрема, в ньому фігурували такі образи, як «трава», «сарай», і «очі корови». У цій першій версії вірша космонавти не згадувалися і не малися на увазі. В дискусії Володимира Мигули, що вирішив написати пісню до Дня космонавтики у 1982 році, і поета Анатолія Поперечного було вирішено вибрати і переробити саме цей вірш. Згодом пісня стала гімном радянських космонавтів.
12 квітня 1982 року автор Володимир Мигуля вперше виконав цю пісню на передачі «Тяжіння Землі», при цьому її аранжування помітно відрізнялося від варіанту, що завоював популярність пізніше у виконанні групи «Земляне».
За словами Сергія Скачкова, ідея аранжування приспіву прийшла до групи під час перегляду концерту Кліффа Річарда, коли звучала пісня Devil Woman.

## Визнання
Пісня набула найбільшу популярність порівняно з іншими піснями про освоєння космічного простору, такими як «Я вірю, друзі» у виконанні Володимира Трошина, «Він сказав — поїхали...» у виконанні Юрія Гуляєва, «Ми — діти Галактики...», і т. п.
Була використана в 14-й серії відомого радянського мультфільму «Ну, постривай!», а також у безлічі художніх фільмів для створення відповідної атмосфери епохи 1980-х років. Цю пісню під акустичну гітару виконував головний герой художнього фільму «Кур'єр» (1986) Іван, дуетом разом зі своєю мамою.
Пісню настільки полюбили космонавти, що вона стала їх неофіційним гімном, частиною їх специфічних космічних ритуалів, обрядів і традицій. З давніх пір «Трава у дома» у виконанні «Землян» незмінно звучить перед кожним стартом космічного корабля, коли екіпаж виходить з готелю до автобуса, який потім відвозить їх на злітний майданчик космодрому.
У 1995 році на рекорд-лейблі «ZeKo Records» вийшов офіційний альбом кращих пісень групи «Земляне» під загальною назвою «Трава у Дома» (CD / MC) включав у себе і оригінальну версію цієї пісні в студійному запису 1983 року.
25 листопада 2009 року відбувся великий урочистий концерт-фестиваль під назвою «Ця пісня стала гімном», організований Продюсерським Центром Сергія Скачкова НП.ЦДЮТ «ЗЕМЛЯНЕ» і присвячений 30-річчю написання пісні, за участю багатьох артистів, зірок естради, російських космонавтів і різних громадських діячів. На цьому концерті рішенням «Роскосмосу» пісні «Трава у дома», давно заслужено була неофіційним гімном радянської космонавтики, був привласнений офіційний суспільний статус «Гімну російської космонавтики».
У 2012 році, через 30 років після першого виконання, був відзнятий і з'явився в ефірах музичних телеканалів офіційний анімаційний відеокліп на цю пісню від основного її виконавця, вокаліста Сергія Скачкова та музикантів групи «Земляне».
Існує безліч всіляких реміксів і кавер-версій виконання пісні «Трава у дома», в тому числі від відомих виконавців та зірок російської і зарубіжної естради, таких як: «Приключения Электроников» (альбом «Земля в ілюмінаторі», 2003 рік), група «Звірі» і група «Земляне» (спільне виконання на MTV RMA — 2005»), група «Асорті», «Фабрика зірок 2», Сергій Скачков і Дідьє Маруані з групою «Space» («Державний Кремлівський палац» 12 квітня 2011), Олександр Хутровий, дует Юлії Савічевої та Стаса П'єхи, група Бі-2 (ця версія пісні увійшла в саундтрек вітчизняної фантастичної кінострічки під назвою «Країна чудес», російська прем'єра якої відбулася 31 грудня 2015 року). «Трава у дома» часто виконувалася у спільних концертних програмах Сергія Скачкова з Куртом Хаунштайном («Supermax»), аудіоверсія їх дуетного виконання пісні в 2009 році також вийшла на спільному студійному альбомі «Земляне & Supermax / Сергей Скачков & Kurt Hauenstein». У 2016 році, до 55-річчя польоту Гагаріна, був знятий музичний відеокліп на нову кавер-версію пісні, з новим частково зміненим текстом, в цьому відеокліпі пісню виконали: Лев Лещенко, Денис Майданів, Олег Газманов, Денис Клявер, Лоліта, Юліанна Караулова і Настя Задорожна. У 2017 році в якості саундтреку пісня увійшла в художній фільм «Салют-7».
Композиція «Трава у дома» була використана в рекламних роликах компанії «Мегафон», лікарського засобу «Троксевазин», і картопляного пюре «Роллтон».

## Цікавий факт
- 30 травня 2020 року в день, коли компанія Ілона Маска СпейсІкс вдало здійснила запуск КК SpaceX DM-2 в ютуб був вдруге викладений відеокліп, змонтований таким чином, що на відео зображений Ілон Маск, який співає пісню Трава у дома.[19] Причому це зроблено на такому високому рівні (Deepfake), що відрізнити на перший погляд підробку неможливо — міміка на обличчі Ілона Маска синхронізована із піснею. Перший раз запис був викладений ще 12 травня 2020 року.[20] Тобто ще до першої дати запуску 27 травня 2020 року.